# Viliam Pauliny-Tóth

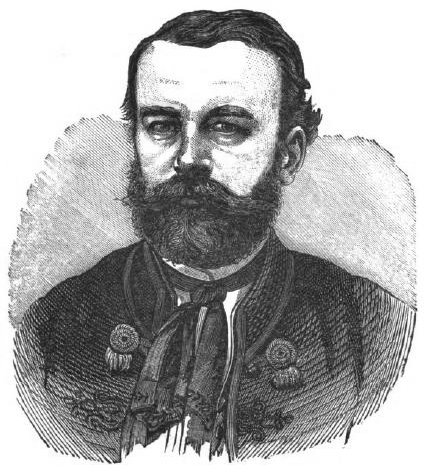
Viliam Pauliny-Tóth

Viliam Pauliny-Tóth, född 3 juni 1826 i Senica, död 6 maj 1877 i Turčiansky Svätý Martin, var en slovakisk författare. 
Pauliny-Tóth uppsatte 1862 den slovakiska tidskriften "Sokol", verkade nitiskt för det slovakiska undervisningsväsendet i Turčiansky Svätý Martin och invaldes 1869 i Ungerns riksdag. Hans i den romantisk-erotiska och patriotiska stilen hållna dikter, Stare a nové piesni, utkom 1863 och 1874. Hans Ľudská komédia (Den mänskliga komedin, tryckt 1862) är en fantastisk allegori med anspelningar på samtida politiska förhållanden. Han försökte sig också, dock utan framgång, såsom mytologisk forskare med ett arbete Slovenské bájeslovie (1876). Hans noveller, Besiedky, utkom 1867–70.